# Corrado Calabrò
Corrado Calabrò (Reggio Calabria, 13 gennaio 1935) è un giurista, scrittore e poeta italiano, presidente dell'Autorità per le comunicazioni dal 2005 al 2012.

## Biografia

### Attività letteraria
Le sue prime poesie sono state pubblicate nel 1960 dall’editore Guanda di Parma col titolo Prima attesa.
Sono venuti poi altri ventitré volumi, tra cui Rosso d'Alicudi, pubblicato nel 1992 da Mondadori, Una vita per il suo verso (2002), La stella promessa (2009), Quinta Dimensione (2018), che è la più completa opera poetica di Calabrò.
Nel 2013 fece discutere una sua presunta candidatura al premio Nobel per la Letteratura, ripresa da alcuni quotidiani. In realtà fu invitato alla 13ª “Settimana della Lingua Italiana nel Mondo” in Svezia[2] e, in quel contesto, presentò le sue ultime traduzioni in svedese, Den utvalda stjärnan e Vid slocnad mǻne, alla presenza di alcuni accademici.

### Incarichi in magistratura
Dopo una laurea in giurisprudenza conseguita nel giugno 1957 all'università di Messina, col massimo dei voti e la lode, Calabrò è stato magistrato prima della Corte dei Conti e poi, dal 1968 al 2008, del Consiglio di Stato, del quale nel 1976 è diventato presidente di sezione. Nell'organismo di vertice della giustizia amministrativa ha esercitato le sue funzioni sia nelle sezioni giurisdizionali che in quelle consultive ed è stato anche addetto al Consiglio di giustizia amministrativa per la Regione Siciliana, l'organismo di secondo grado della giustizia amministrativa nell'ordinamento a statuto speciale dell'isola. Dal 1990 è stato presidente aggiunto della Terza sezione del Consiglio di Stato, passando alla Quinta nel 1996.
L'anno successivo è diventato presidente titolare della III sezione, incarico mantenuto fino al 31 dicembre 2000. Nel luglio del 1999 è stato eletto presidente dell'Associazione magistrati del Consiglio di Stato, incarico che ha conservato fino al settembre del 2001. Il 1º gennaio 2001 è diventato presidente titolare della Sezione per gli atti normativi. Il 1º ottobre dello stesso anno è diventato presidente del Tribunale amministrativo regionale del Lazio, presiedendo anche la I sezione, che si occupava della funzione pubblica nell'economia e in particolare dell'Antitrust, della Consob, della Banca d'Italia, della Presidenza del Consiglio e del Ministero della Giustizia. Presidente aggiunto del Consiglio di Stato nel 2008. Presidente onorario del Consiglio di Stato dal 2009.
Le sue sentenze sul giudizio di ottemperanze e sulla legittimazione ad agire (cd chiunque) hanno innestato una svolta decisiva nella giurisprudenza.
Calabrò, specialista di diritto del lavoro e di diritto amministrativo, è autore di alcuni saggi in materia.

### Incarichi nella pubblica amministrazione
Accanto agli incarichi in magistratura, Calabrò ha ricoperto numerosi incarichi nella pubblica amministrazione. Dal 1963 al 1968 ha seguito Aldo Moro alla presidenza del Consiglio dei ministri, guidando la segreteria tecnico-giuridica di Palazzo Chigi. Negli anni successivi è stato capo di gabinetto dei ministeri del Bilancio, del Mezzogiorno, della Sanità, dell'Industria, dell'Agricoltura, della Marina mercantile, delle Poste e telecomunicazioni, della Pubblica istruzione e dell'università, delle Politiche comunitarie e delle Riforme istituzionali. Consigliere giuridico del Ministro degli Esteri dal 1969 al 1972. Capo dell’Ufficio legislativo dei Ministeri del Bilancio e del Tesoro.
Dal 2002 al 2005 è stato Presidente del Comitato consultivo permanente per il diritto d'autore. Il 9 maggio 2005 è stato nominato, con decreto del presidente della Repubblica, su indicazione del Consiglio dei ministri e col voto favorevole del Parlamento, presidente dell'Autorità per le Garanzie nelle Comunicazioni, carica che ha ricoperto fino a luglio 2012.

### Riconoscimenti
Numerosi (un'ottantina) i premi ricevuti in Italia.
Per la sua opera letteraria, l'università Mechnikov di Odessa, l'università Vest Din di Timișoara e l'università statale di Mariupol gli hanno conferito, rispettivamente nel 1997, nel 2000 e nel 2015, la laurea honoris causa. Nel 2016 l'università Lusófona di Lisbona gli ha attribuito il Riconoscimento Damião de Góis.[1] Al suo libro spagnolo, Acuérdate de olvidarla, è stato conferito il Premio Internacional de Literatura “Gustavo Adolfo Bécquer” 2015.
Cavaliere di Gran Croce dell'Ordine al merito della Repubblica italiana (dal 1987); Cavaliere di Gran Croce dell'Ordine Costantiniano di San Giorgio. Medaglia d'oro al merito della sanità pubblica per l'incidente dell'ICMESA di Seveso.
Nel luglio 2018 l’Unione Astronomica Internazionale, su proposta dell’Accademia delle Scienze di Kiev, gli ha dedicato un asteroide, 291855 Calabròcorrado per avere rigenerato la poesia aprendola, come in sogno alla scienza.

### Opere
- Prima attesa (1960), Guanda
- Agavi in fiore (1976), SEN
- Vuoto d'aria (1979 e 1980), Guanda Premio Nazionale Rhegium Julii per la Poesia[3]
- Presente anteriore (1981), Vanni Scheiwiller
- Mittente sconosciuta (1984), Franco Maria Ricci
- Deriva (1989), Il Gabbiano
- Vento d'altura (1991), BM Italiana
- Rosso d'Alicudi (1992), Mondadori
- Ricorda di dimenticarla, romanzo (1999), Newton & Compton
- Le ancore infeconde (2000), Ed. Pagine, Lo scrigno
- Una vita per il suo verso, Poesie (1960-2002), Mondadori, 2002
- Poesie d'amore (2004), Newton Compton
- La stella promessa (2009), ne “Lo Specchio” di Mondadori
- T'amo di due amori (2010), Vallardi
- Dimmelo per SMS (2011), Vallardi
- Password (2011), Oédipus, Salerno
- Mi manca il mare (2013), Genesi Editrice, Torino.
- Stanotte metti gli occhiali da luna (2015), Genesi Editrice, Torino.
- Mare di luna (2016), Il Convivio Editore.
- Quinta Dimensione (2018), Oscar Mondadori.

Le poesie di Corrado Calabrò sono state tradotte in una ventina di lingue e pubblicate all'estero in più di trenta libri. Numerose sono le trasposizioni teatrali e musicali dei suoi versi, di cui una in musica sinfonica, con recital in una trentina di città, anche all’estero.
Delle sue poesie sono in circolazione vari compact disc con le voci di Achille Millo, Riccardo Cucciolla, Giancarlo Giannini, Walter Maestosi, Paola Pitagora, Alberto Rossatti, Daniela Barra.
Calabrò ha pubblicato anche alcuni saggi critici, tra cui: Il poeta alla griglia, “L’illuminista”, dicembre 2003, ed è autore di un romanzo, Ricorda di dimenticarla (Newton & Compton, 1999), finalista al premio Strega del 1999, tradotto in rumeno e in spagnolo.